# Svärdfisken
För örlogsfartygen, se HMS Svärdfisken.
Svärdfisken (Dorado på latin) är en stjärnbild på den södra stjärnhimlen. Konstellationen är en av de 88 moderna stjärnbilderna som erkänns av den Internationella Astronomiska Unionen.

## Historia
Svärdfisken fanns inte med bland de 48 konstellationerna som listades av astronomen Klaudios Ptolemaios i hans samlingsverk Almagest. 
Svärdfisken var en av tolv stjärnbilder som namngavs av den holländske astronomen Petrus Plancius efter kartograferna Pieter Dirkszoon Keyser och Frederick de Houtmans observationer. Den förekom första gången i en stjärnatlas som publicerades av Plancius och den flamländske kartografen Jodocus Hondius 1597. Första gången på bild förekommer den i Johann Bayers stjärnatlas Uranometria, som utkom 1603. 
Stjärnbilden var under 1600- och 1700-talet också känd som Xiphias, svärdsfisken. Den förekom under detta namn i Johannes Keplers upplaga av Tycho Brahes stjärnförteckning  Tabulae Rudolphinae (Rudolfine-tabellerna) 1627. Namnet Dorado kom med tiden att konkurrera ut sin namne och är nu det latinska namn som IAU erkänner.

## Stjärnor

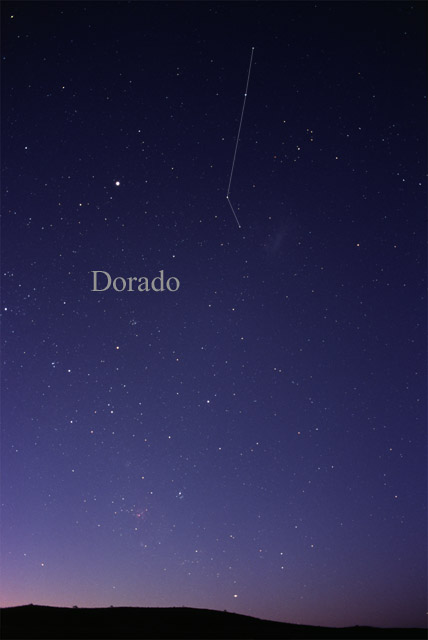
Stjärnbilden Svärdfisken (Dorado) som den kan ses med blotta ögat.

Svärdfisken är en relativt svag stjärnbild, där ingen stjärna har en magnitud över 3,0.
- α - Alfa Doradus är en dubbelstjärna och ljusstarkast med magnitud 3,28.[5]
- β - Beta Doradus är en Cepheid-variabel som varierar i ljusstyrka 3,45 – 4,05.
- γ - Gamma Doradus är en prototyp för variabla stjärnor av typen Gamma Doradus-variabler. Gamma Doradus-variabler varierar med mindre än en tiondels magnitud. Prototypstjärnan är av magnitud 4,25.
- δ - Delta Doradus är av spektraltyp A7 V och magnitud 4,34. Delta Doradus är polstjärna för Månens sydpol.
- R Doradus (HD 29712) är en röd jättestjärna som är Mira-variabel. Näst efter solen är R Doradus den stjärna som har den största synliga storleken, observerad från jorden. Dess magnitud varierar 4,8 – 6,6.
- S Doradus är en hyperjätte och en av de ljusstarkaste stjärnorna i Stora magellanska molnet. Den befinner sig på ett avstånd av 169000 ljusår och är därför inte synlig för blotta ögat. Den varierar i ljusstyrka 8,6 – 11,5 och är prototypstjärna för S Doradus-variablerna.
- R136a1 är en blå hyperjätte som är den tyngsta stjärna som astronomerna känner till. Den har en massa på omkring 265 solmassor.[6] Stjärnan är också den mest ljusstarka stjärnan vi känner till med 8,7 miljoner gånger solens ljusstyrka.[6]

## Djuprymdsobjekt

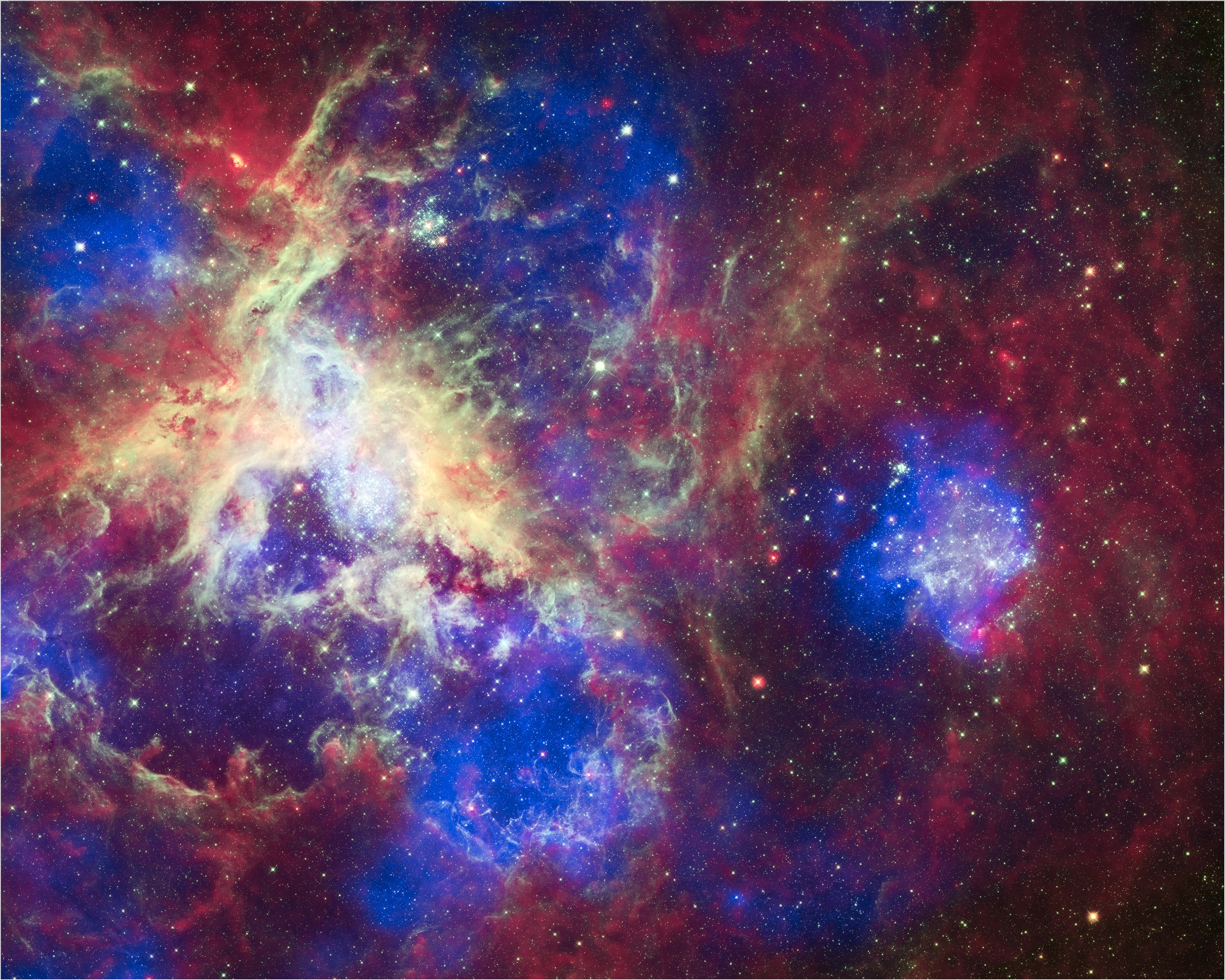
Det stjärnbildande området vid Tarantelnebulosan fotograferat av Rymdteleskopet Hubble.

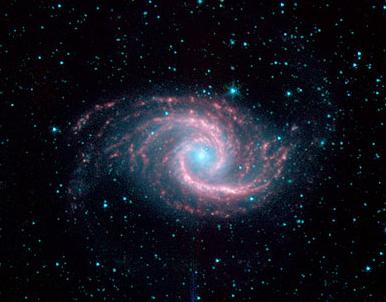
NGC 1566 fotograferad av Spitzerteleskopet.

Stjärnbilden innehåller inga Messierobjekt, men flera andra intressanta objekt.

### Stjärnhopar
- NGC 1850 är en öppen stjärnhop med stjärnor som är så ovanligt fördelade att observatören kan tro att det är frågan om en klotformig stjärnhop.

### Galaxer
- Stora magellanska molnet är en satellitgalax till vår egen galax, Vintergatan. Trots namnet har den endast en hundradel av Vintergatans massa. Den befinner sig på ett avstånd av 157000 ljusår. Dess ljusstyrka är av magnitud 0,9[8]
- NGC 1566 är en seyfertgalax och bland de ljusstarkaste galaxerna i stjärnbilden med magnitud 10,3. [9]
- NGC 1672 är en stavgalax.
- NGC 1809 och NGC 1892 är spiralgalaxer.

### Nebulosor
- Tarantelnebulosan (NGC 2070, Caldwell 103) är en H II-region i Stora magellanska molnet. Den ansågs först vara en stjärna och fick namnet 30 Doradus, men den franske astronomen Nicolas Louis de Lacaille beskrev 1751 dess nebulösa karaktär.[10]
- NGC 2080 och N44 är två andra emissionsnebulosor i Stora magellanska molnet.

### Supernovor
- SN 1987A var en supernova i utkanterna av Tarantelnebulosan i det Stora magellanska molnet. Den inträffade ungefär 51,4 kiloparsek från jorden, nära nog för att ses med blotta ögat. Den kunde ses från hela södra halvklotet och från norra halvklotet söder om den tjugonde breddgraden. Det var den närmaste kända supernovan sedan SN 1604. Ljuset från supernovan nådde jorden den 23 februari 1987. Dess ljusstyrka nådde maximum i maj, med en magnitud på 2,9, och avtog långsamt de följande månaderna. Det var det första tillfället för den moderna astronomin att se en supernova från relativt kort avstånd.[11]
- SNR 0509-67.5 är en supernovarest i Stora magellanska molnet. Den beräknas ha haft sitt utbrott på 1600-talet och var troligen av typ Ia.